# Communauté d’agglomération Le Grand Narbonne
Die Communauté d’agglomération Le Grand Narbonne (inoffiziell Grand Narbonne) ist ein französischer Gemeindeverband mit der Rechtsform einer Communauté d’agglomération im Département Aude in der Region Okzitanien. Er wurde am 26. Dezember 2002 gegründet und umfasst aktuell 37 Gemeinden.

## Historische Entwicklung
Mit Wirkung vom 1. Januar 2017 haben die Gemeinden Feuilla und Fraissé-des-Corbières den hiesigen Gemeindeverband verlassen und sich der Communauté de communes Corbières Salanque Méditerranée angeschlossen.

## Mitgliedsgemeinden
| Gemeinde                                     | Einwohner 1. Januar 2022 | Fläche km² | Dichte Einw./km² | Code INSEE | Postleitzahl |
| -------------------------------------------- | ------------------------ | ---------- | ---------------- | ---------- | ------------ |
| Argeliers                                    | 2.128                    | 10,79      | 197              | 11012      | 11120        |
| Armissan                                     | 1.474                    | 12,51      | 118              | 11014      | 11110        |
| Bages                                        | 750                      | 12,53      | 60               | 11024      | 11100        |
| Bizanet                                      | 1.749                    | 37,09      | 47               | 11040      | 11200        |
| Bize-Minervois                               | 1.292                    | 20,80      | 62               | 11041      | 11120        |
| Caves                                        | 879                      | 9,13       | 96               | 11086      | 11510        |
| Coursan                                      | 5.762                    | 24,61      | 234              | 11106      | 11110        |
| Cuxac-d’Aude                                 | 4.070                    | 21,54      | 189              | 11116      | 11590        |
| Fleury                                       | 4.071                    | 51,27      | 79               | 11145      | 11560        |
| Ginestas                                     | 1.579                    | 9,50       | 166              | 11164      | 11120        |
| Gruissan                                     | 5.068                    | 43,65      | 116              | 11170      | 11430        |
| La Palme                                     | 1.889                    | 27,47      | 69               | 11188      | 11480        |
| Leucate                                      | 4.531                    | 23,55      | 192              | 11202      | 11370        |
| Mailhac                                      | 585                      | 10,51      | 56               | 11212      | 11120        |
| Marcorignan                                  | 1.318                    | 5,64       | 234              | 11217      | 11120        |
| Mirepeisset                                  | 743                      | 5,19       | 143              | 11233      | 11120        |
| Montredon-des-Corbières                      | 1.477                    | 17,15      | 86               | 11255      | 11100        |
| Moussan                                      | 2.079                    | 14,88      | 140              | 11258      | 11120        |
| Narbonne                                     | 56.692                   | 172,96     | 328              | 11262      | 11100        |
| Névian                                       | 1.283                    | 14,25      | 90               | 11264      | 11200        |
| Ouveillan                                    | 2.635                    | 29,98      | 88               | 11269      | 11590        |
| Peyriac-de-Mer                               | 1.191                    | 26,92      | 44               | 11285      | 11440        |
| Port-la-Nouvelle                             | 5.882                    | 28,55      | 206              | 11266      | 11210        |
| Portel-des-Corbières                         | 1.288                    | 35,10      | 37               | 11295      | 11490        |
| Pouzols-Minervois                            | 597                      | 10,15      | 59               | 11296      | 11120        |
| Raissac-d’Aude                               | 234                      | 5,93       | 39               | 11307      | 11200        |
| Roquefort-des-Corbières                      | 1.021                    | 45,44      | 22               | 11322      | 11540        |
| Saint-Marcel-sur-Aude                        | 2.019                    | 8,37       | 241              | 11353      | 11120        |
| Saint-Nazaire-d’Aude                         | 2.104                    | 8,63       | 244              | 11360      | 11120        |
| Sainte-Valière                               | 524                      | 6,39       | 82               | 11366      | 11120        |
| Sallèles-d’Aude                              | 3.104                    | 12,55      | 247              | 11369      | 11590        |
| Salles-d’Aude                                | 3.280                    | 18,15      | 181              | 11370      | 11110        |
| Sigean                                       | 5.620                    | 35,35      | 159              | 11379      | 11130        |
| Treilles                                     | 263                      | 12,42      | 21               | 11398      | 11510        |
| Ventenac-en-Minervois                        | 587                      | 6,20       | 95               | 11405      | 11120        |
| Villedaigne                                  | 573                      | 2,49       | 230              | 11421      | 11200        |
| Vinassan                                     | 2.665                    | 8,96       | 297              | 11441      | 11110        |
| Communauté d’agglomération Le Grand Narbonne | 133.006                  | 846,60     | 157              | –          | –            |